# Киселевич, Богдан Александрович
Богдан Александрович Киселевич (род. 14 февраля 1990, Москва) — российский хоккеист, защитник хоккейного клуба "Локомотив" (Ярославль). Двукратный обладатель Кубка Гагарина. Олимпийский чемпион 2018 года. Заслуженный мастер спорта России (2018).

## Карьера
Начал профессиональную карьеру в 2007 году в клубе российской высшей лиги ЦСК ВВС Самара. В 2008 году на драфте Канадской хоккейной лиги был выбран в 1 раунде под общим 60 номером клубом WHL «Трай-Сити Американс». Сезон 2008/09 провёл в ХК «Липецк», а также в фарм-клубе череповецкой «Северстали».
Начиная с сезона 2009/10 сумел закрепиться в основном составе череповецкого клуба, став одним из его основных защитников. 2 мая 2012 года стало известно о том, что все права на Киселевича были переданы СКА, который взамен выплатил череповчанам денежную компенсацию, однако уже спустя два месяца Киселевич вернулся в родной клуб, который выкупил обратно права на игрока.
Выступал за сборную России в матчах Европейского хоккейного вызова и на этапах Еврохоккейтура. В 2014 году принял участие в матче звёзд КХЛ. 9 мая 2014 года, после пяти сезонов в составе «Северстали», перешёл в столичный ЦСКА в обмен на Захара Арзамасцева и денежную компенсацию в 100 миллионов рублей.
Дебютировал в матче с московским «Динамо» 5 сентября 2014 г. (4:1 в пользу ЦСКА). Первую шайбу за армейский клуб забросил 23 октября 2014 г. «Автомобилисту» (2:1).
В составе московсих армейцев сходу стал игроком основной обоймы. Три года подряд становился победителем регулярного чемпионата КХЛ и дважды финалистом Кубка Гагарина в сезонах 2015/2016 и 2017/18.
В составе команды олимпийских атлетов из России стал олимпийским чемпионом в 2018 году в Пхёнчхане.
Перед сезоном 2018/19 перешел в клуб НХЛ «Флорида Пантерз». В этом же сезоне перебрался в канадский клуб «Виннипег Джетс». В НХЛ сыграл в 32 матчах, набрав в них 8 (0+8) очков при показателе полезности «-3»
В 2019 году подписал контракт с ЦСКА до конца сезона 2021/22. В декабре 2022 года был обменян в «Авангард». В мае 2024 года покинул клуб В июле 2024 года заключил однолетний контракт с ХК «Нефтехимик».

## Достижения
- Двукратный обладатель Кубка Гагарина (2022,2025)
- Олимпийский чемпион (2018)
- Пятикратный обладатель Кубка Континента в составе ЦСКА (2015,2016,2017,2020,2021)
- Двукратный чемпион России (2015,2020)
- двукратный серебряный призёр чемпионата России, (2016,2021)
- Бронзовый призёр чемпионата мира, 2017
- Бронзовый призёр чемпионата КХЛ, 2023

## Статистика выступлений
| Легенда | Легенда                    | Легенда | Легенда                   | Легенда | Легенда    |
| ------- | -------------------------- | ------- | ------------------------- | ------- | ---------- |
| И       | Количество проведённых игр | Штр     | Штрафное время            | +/−     | Плюс-минус |
| Г       | Голы                       | П       | Голевые передачи          | О       | Очки       |
| -       | Статистика неизвестна      | —       | Статистика не учитывалась |         |            |